# Heteronychia dysderci
Heteronychia dysderci är en tvåvingeart som först beskrevs av Villeneuve 1936.  Heteronychia dysderci ingår i släktet Heteronychia och familjen köttflugor. Inga underarter finns listade i Catalogue of Life.